# Гутин, Кусиэль Яковлевич
Кусиэль Яковлевич Гу́тин (1910—1976) — советский архитектор, автор ряда зданий в Петрозаводске и Карелии. Работал в стиле неоклассицизма.

## Биография
Родился 31 марта 1910 года в деревне Городец в семье учителя.
В 1936 г. закончил архитектурный факультет Ленинградского института инженеров коммунального строительства.
Работал в проектной конторе Народного комиссариата коммунального хозяйства Карельской АССР.
С 1939 года — член Союза архитекторов СССР.
В 1944—1946, 1954—1967 гг. — и. о. начальника Управления по делам строительства и архитектуры при Совете Министров Карело-Финской ССР и Совете Министров Карельской АССР.
В 1937 году К. Я. Гутин реконструировал здание бывшего Дворянского собрания для Дворца детей в г. Петрозаводске(не сохранилось).
В 1940 году реконструировал для здания Совета Министров Карело-Финской ССР Финансово-экономический техникум на проспекте Ленина.
В довоенное время по его проектам в Петрозаводске были построены жилые дома для пограничников на проспекте Ленина (1937 год), работников НКВД (1937 год), поликлиника НКВД (1938 год).
В 1941 году — командир батальона оборонно-строительного полевого управления, с 1942 года — руководитель проектной организации в городе Беломорске, награждён медалью «За доблестный труд в Великой Отечественной войне 1941—1945 гг.».
После войны по его проектам были построены в Петрозаводске государственная публичная библиотека (1959), лесной техникум (в настоящее время учебный корпус ПетрГУ, 1952), а также реконструирована гостиница «Северная» (1949), дом политического просвещения на ул. Куйбышева, 4 (1946), баня на 150 мест на ул. Гоголя (1951), архитектурно-строительный техникум на ул. Энгельса (1952) и другие.
Гутин был автором планов детальной планировки и генпланов городов (Кондопоги, Петрозаводска, Суоярви) и поселков Карелии (Лоухи, Калевалы, Муезерского, Чупы).
Умер 22 февраля 1976 года в городе Петрозаводске.

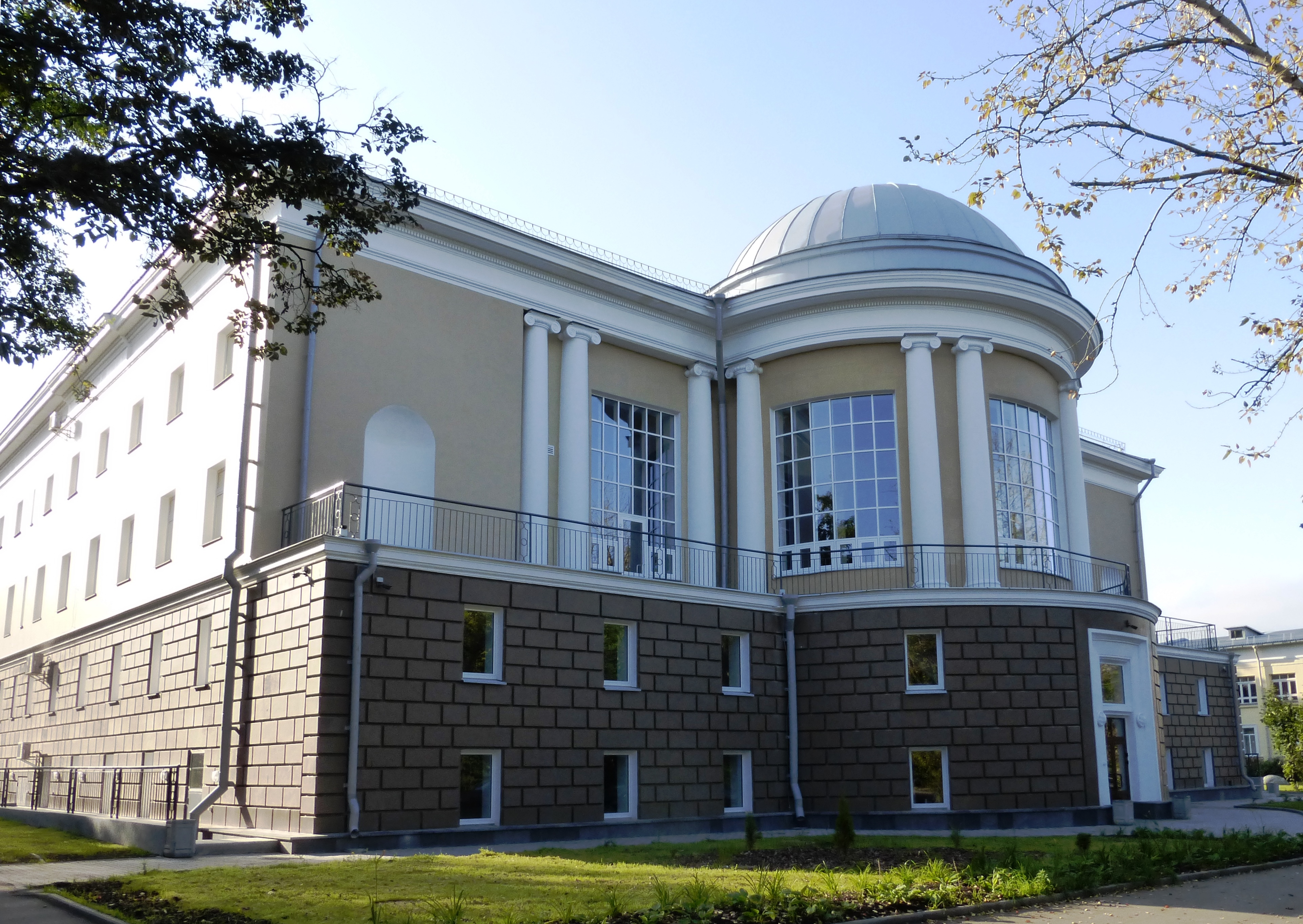
Здание Национальной библиотеки Республики Карелия
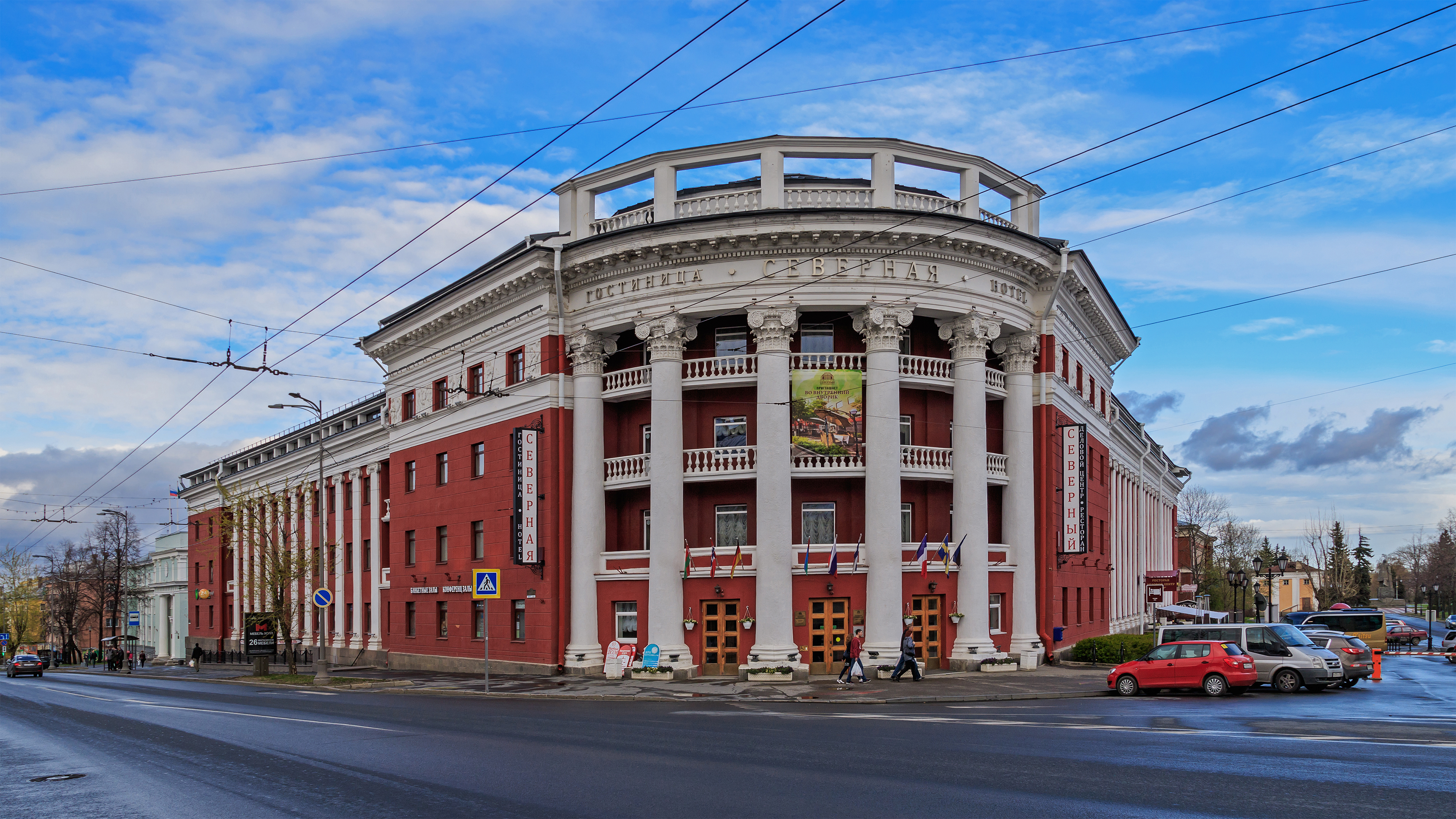
Здание Гостиницы «Северная»
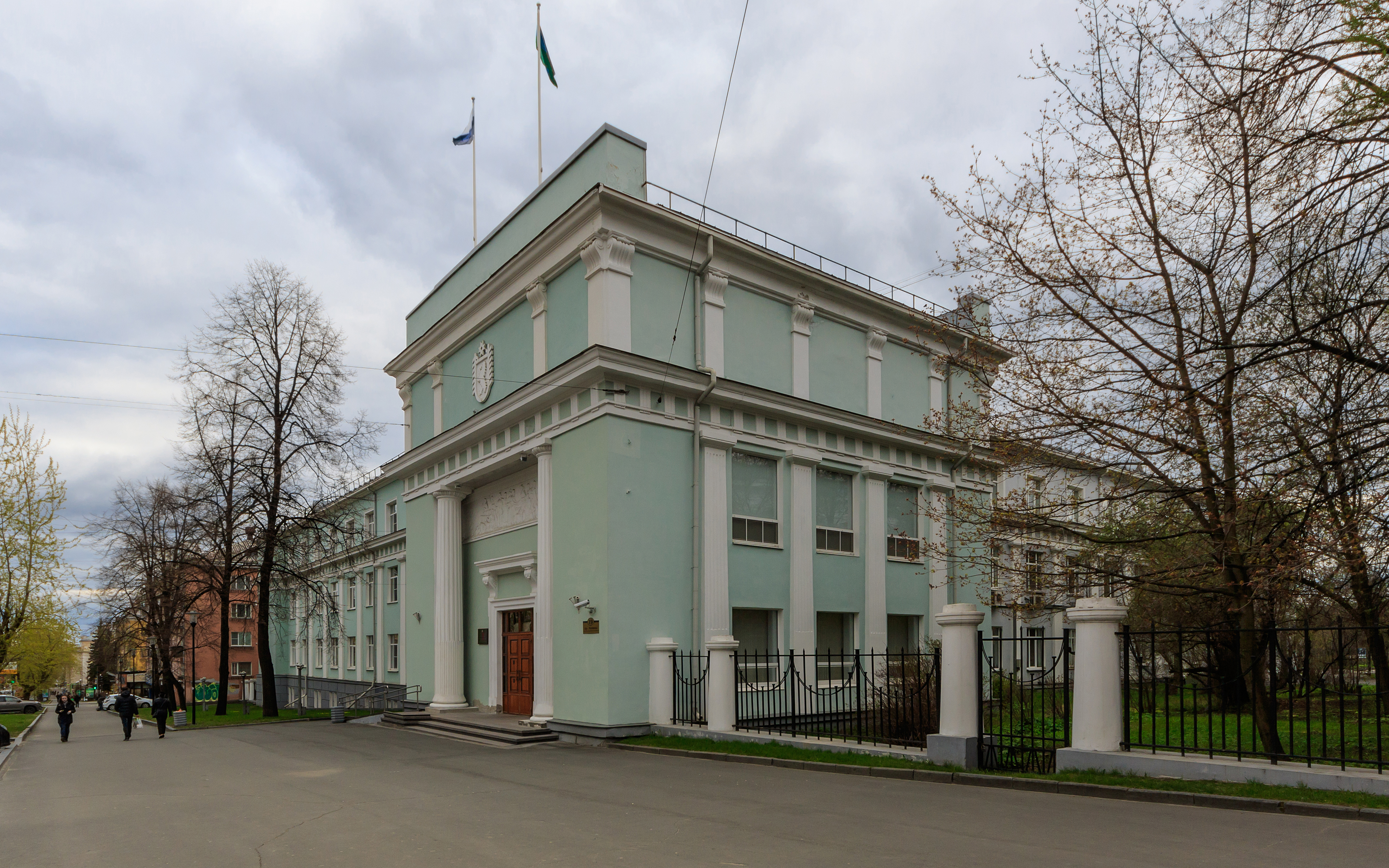
Здание Правительства и администрации Главы республики

## Память
На заседании комиссии по культурно-историческому наследию при администрации города Петрозаводска от 23 декабря 2016 г. было принято решение одобрить предложение о присвоении одной из улиц города имени архитектора К. Я. Гутина.